# Time Shadows
Time Shadows (サマータイムレンダ, Samā Taimu Renda) est un shōnen manga écrit et illustré par Yasuki Tanaka, prépublié sur la plateforme Shōnen Jump+ entre octobre 2017 et février 2021, puis compilé par Shūeisha dans treize volumes reliés de février 2018 à avril 2021. La version française est publiée en intégralité par Kana dans la collection "Dark Kana" entre juin 2019 et avril 2022.
Une adaptation en anime de 25 épisodes produite par le studio OLM est diffusée entre le 15 avril 2022 et le 30 septembre 2022.
Un spin-off manga, centré sur les personnages Hizuru et Haine, Summertime Render 2026: Mizen Jikobukken faisant suite au manga d'origine est sorti en avril 2022 au Japon. Suivi dans la même année, du roman Summer Time Render 2026 - Shousetsuka Nagumo Ryuunosuke no Ibun Hyakkei proposant des histoires supplémentaires sur les deux personnages.
En novembre 2024, le chapitre 28 du manga Ghost fixers du même auteur (prépublié sur la plateforme Shōnen Jump+ depuis mars 2024) officialise sa continuité dans le même univers que Time Shadows.

## Synopsis
Après la mort de ses parents, Shinpei Ajiro a grandi avec les sœurs Kofune Ushio et Mio. À l'âge adulte, Shinpei vit à Tokyo, jusqu'à ce qu'il entende la nouvelle surprenante qu'Ushio est décédée par noyade. Il retourne dans la ville insulaire isolée, mais devient méfiant lorsqu'il remarque que le corps d'Ushio a des marques autour du cou, sous-entendant qu'elle a été étranglée. Désormais hanté par son fantôme et aidé par Mio, Shinpei tente de trouver les réponses à ce qui est réellement arrivé à Ushio et peut-être sauver les habitants d'un sombre péril.

## Personnages
Shinpei Ajiro (網代 慎平, Ajiro Shinpei)
Voix japonaise : Natsuki Hanae, voix française : Grégory Praet
Ushio Kofune (小舟 潮, Kofune Ushio)
Voix japonaise : Anna Nagase, voix française : Héléna Coppejans
Mio Kofune (小舟 澪, Kofune Mio)
Voix japonaise : Saho Shirasu, voix française : Marie Braam
Hizuru Minakata (南方 ひづる, Minakata Hizuru) / Ryūnosuke Nagumo (南雲 竜之介, Nagumo Ryūnosuke)
Voix japonaise : Yōko Hikasa, voix française : Séverine Cayron
Sō Hishigata (菱形 窓, Hishigata Sō)
Voix japonaise : Kensho Ono (en), voix française : Alexandre Crépet
Tokiko Hishigata (菱形 朱鷺子, Hishigata Tokiko)
Voix japonaise : Maki Kawase (en)
Alan Kofune (小舟 アラン, Kofune Aran)
Voix japonaise : Tesshō Genda
Tetsu Totsumura (凸村 哲, Totsumura Tetsu)
Voix japonaise : Yōji Ueda (en)
Seidō Hishigata (菱形 青銅, Hishigata Seidō)
Voix japonaise : Akio Ōtsuka
Ginjirō Nezu (根津 銀次郎, Nezu Ginjirō)
Voix japonaise : Jin Urayama (en)
Masahito Karikiri (雁切 真砂人, Karikiri Masahito)
Voix japonaise : Katsuyuki Konishi
Shiori Kobayakawa (小早川 栞, Kobayakawa Shiori)
Voix japonaise : Rie Kugimiya
Aka Hiruko / Haine (別名ヒルコ / ヘイネ, Hiruko Aka / Heine)
Voix japonaise : Misaki Kuno

## Productions et supports

### Manga
Time Shadows est un manga écrit et illustré par Yasuki Tanaka, prépublié sur la plateforme en ligne de Shūeisha, Shōnen Jump+, du 23 octobre 2017 au 1er février 2021. Les chapitres sont rassemblés en treize volumes reliés sous format tankōbon également publiés par Shūeisha du 2 février 2018 au 2 avril 2021.
La version française est publiée par Kana du 21 juin 2019 au 15 avril 2022.

#### Liste des volumes
| no | Japonais         | Japonais          | Français         | Français          |
| no | Date de sortie   | ISBN              | Date de sortie   | ISBN              |
| -- | ---------------- | ----------------- | ---------------- | ----------------- |
| 1  | 2 février 2018   | 978-4-08-881339-4 | 21 juin 2019     | 978-2-50-507666-7 |
| 2  | 4 juin 2018      | 978-4-08-881554-1 | 5 juillet 2019   | 978-2-50-507667-4 |
| 3  | 4 septembre 2018 | 978-4-08-881606-7 | 6 septembre 2019 | 978-2-50-507668-1 |
| 4  | 4 décembre 2018  | 978-4-08-881654-8 | 6 décembre 2019  | 978-2-50-507772-5 |
| 5  | 4 février 2019   | 978-4-08-881753-8 | 6 mars 2020      | 978-2-50-508094-7 |
| 6  | 2 mai 2019       | 978-4-08-881837-5 | 10 juillet 2020  | 978-2-50-508502-7 |
| 7  | 2 août 2019      | 978-4-08-882024-8 | 16 octobre 2020  | 978-2-50-508508-9 |
| 8  | 4 octobre 2019   | 978-4-08-882126-9 | 8 janvier 2021   | 978-2-50-508633-8 |
| 9  | 4 janvier 2020   | 978-4-08-882191-7 | 9 avril 2021     | 978-2-50-508793-9 |
| 10 | 13 mai 2020      | 978-4-08-882291-4 | 20 août 2021     | 978-2-50-511039-2 |
| 11 | 4 août 2020      | 978-4-08-882403-1 | 5 novembre 2021  | 978-2-50-511051-4 |
| 12 | 4 novembre 2020  | 978-4-08-882513-7 | 7 janvier 2022   | 978-2-50-511205-1 |
| 13 | 2 avril 2021     | 978-4-08-882612-7 | 15 avril 2022    | 978-2-50-511520-5 |

### Anime
Une adaptation en série d'animation est annoncée à la fin du dernier chapitre du manga le 1er février 2021. Composée de vingt-cinq épisodes, elle est produite par OLM, réalisée par Ayumu Watanabe et scénarisée par Hiroshi Seko. Le character designer est Miki Matsumoto. La musique est composée par Keiichi Okabe (en), Ryuichi Takada et Keigo Hoashi,.
Le premier épisode est diffusé le 15 avril 2022 à la télévision sur Tokyo MX, BS11 et Kansai TV,. Le premier opening est Hoshi ga Oyogu (星が泳ぐ) de Macaroni Enpitsu, le premier ending est Kaika (回夏) par cadode. Le deuxième opening est Natsuyume Noisy (夏夢ノイジー) de Asaka (en). Il est diffusé à l'international à partir du 4 mai 2022 sur la plateforme Disney+.

#### Liste des épisodes
| No                                          | Titre de l'épisode en français        | Titre original                                         | Date de 1re diffusion |
| ------------------------------------------- | ------------------------------------- | ------------------------------------------------------ | --------------------- |
| 1                                           | Adieu, jours d'été                    | さよなら夏の日 Sayonara Natsu no Hi                    | 15 avril 2022         |
| [Chapitre 1]                                |                                       |                                                        |                       |
| 2                                           | Les Ombres                            | 影 Kage                                                | 22 avril 2022         |
| [Chapitres 2-3-4-5-6]                       |                                       |                                                        |                       |
| 3                                           | À la dérive                           | 漂着 Hyōchaku                                          | 29 avril 2022         |
| [Chapitres 7-8-9-10]                        |                                       |                                                        |                       |
| 4                                           | Jamais-vu                             | 未視感 Jame Vu                                         | 6 mai 2022            |
| [Chapitres 11-12-13-14-15-16]               |                                       |                                                        |                       |
| 5                                           | Maelstrom                             | 渦 Uzu                                                 | 13 mai 2022           |
| [Chapitres 16-17-18-19-20]                  |                                       |                                                        |                       |
| 6                                           | Une résonance orbitale                | 起動共鳴 Kidō Kyōmei                                   | 20 mai 2022           |
| [Chapitres 21-22-23-24-25-26]               |                                       |                                                        |                       |
| 7                                           | Ennemis                               | 仇敵 Kyūteki                                           | 27 mai 2022           |
| [Chapitres 27-28-29-30-31]                  |                                       |                                                        |                       |
| 8                                           | Memento                               | メメント Memento                                       | 3 juin 2022           |
| [Chapitres 32-33-34-35-36-37-38-39-40]      |                                       |                                                        |                       |
| 9                                           | Faisons couler les larmes             | 流れよ我が涙 Nagareyo waga namida                      | 10 juin 2022          |
| [Chapitres 40-41-42-43-44-45-46-47]         |                                       |                                                        |                       |
| 10                                          | Au cœur des ténèbres                  | 闇の中へ Yami no Naka e                                | 17 juin 2022          |
| [Chapitres 47-48-49-50-51-52]               |                                       |                                                        |                       |
| 11                                          | L'Heure de se nourrir                 | 食餌の時間 Shokuji no Jikan                            | 24 juin 2022          |
| [Chapitres 52-53-54-55-56-57]               |                                       |                                                        |                       |
| 12                                          | Une nuit ensanglantée                 | 血の夜 Chi no yoru                                     | 1er juillet 2022      |
| [Chapitres 58-59-60-61-62-63]               |                                       |                                                        |                       |
| 13                                          | Ami                                   | トモダチ Tomodachi                                     | 8 juillet 2022        |
| [Chapitres 64-65-66-67-68]                  |                                       |                                                        |                       |
| 14                                          | Être ou ne pas être                   | to be/not to be                                        | 15 juillet 2022       |
| [Chapitres 69-70-71-72-73-74-75]            |                                       |                                                        |                       |
| 15                                          | Lumière caméra action                 | ライツ カメラ アクション Raitsu Kamera Akushon         | 22 juillet 2022       |
| [Chapitres 75-76-77-78-79-80-81-82]         |                                       |                                                        |                       |
| 16                                          | Original                              | オリジナル Orijinaru                                   | 29 juillet 2022       |
| [Chapitres 83-84-85-86-87-88]               |                                       |                                                        |                       |
| 17                                          | Détermination                         | 決断 Ketsudan                                          | 5 août 2022           |
| [Chapitres 89-90-91-92-93]                  |                                       |                                                        |                       |
| 18                                          | Face à face                           | 対面 Taimen                                            | 12 août 2022          |
| [Chapitres 94-95-96-97-98-99]               |                                       |                                                        |                       |
| 19                                          | La Noirceur de la boue                | メイドインブラック Meido in Burakku                    | 19 août 2022          |
| [Chapitres 100-101-102-103-104-105-106]     |                                       |                                                        |                       |
| 20                                          | Tout n'est (pas encore) perdu         | All Is (not) Lost.                                     | 26 août 2022          |
| [Chapitres 107-108-109-110-111-112-113]     |                                       |                                                        |                       |
| 21                                          | Le Jour le plus long de Shinpei Ajiro | 網代慎平の一番長い日 Ajiro Shinpei no Ichiban Nagai Hi | 2 septembre 2022      |
| [Chapitres 114-115-116-117-118]             |                                       |                                                        |                       |
| 22                                          | Le Retour                             | 帰還 Hōmukamingu                                       | 9 septembre 2022      |
| [Chapitres 119-120-121-122-123-124-125]     |                                       |                                                        |                       |
| 23                                          | La Nuit sans fin                      | 常世 Tokoyo                                            | 16 septembre 2022     |
| [Chapitres 125-126-127-128-129-130-131-132] |                                       |                                                        |                       |
| 24                                          | L'Appel d'Hiruko                      | Summertime re-rendering                                | 23 septembre 2022     |
| [Chapitres 132-133-134-135-136-137-138]     |                                       |                                                        |                       |
| 25                                          | Je suis rentré                        | ただいま Tadaima                                       | 30 septembre 2022     |
| [Chapitre 139]                              |                                       |                                                        |                       |

### Adaptation cinématographique
Une adaptation en film live-action a été annoncée à la fin du 139e et dernier chapitre de la série en février 2021.

### Autres médias
Un jeu d'évasion est annoncé à la fin du 139e et dernier chapitre de la série en février 2021.
Un jeu vidéo du nom de Summer Time Rendering: Another Horizon (par le studio Mages) est sortie au Japon le 23 janvier 2023 sur PS4 et Switch. Il s'inscrit dans le genre du Visual novel.

## Accueil
Kōhei Horikoshi, auteur de My Hero Academia et l'ex-assistant de Yasuki Tanaka, ont fait des commentaires positifs sur la série.
Dans une critique du premier volume, Erica Friedman, écrivant pour Anime News Network, a qualifié la série de « lecture incontournable », louant son art et son histoire, ajoutant également qu'elle présentait un « bel équilibre entre les gens, le cadre, l'action et l'horreur ». Friedman, cependant, a critiqué son fan service, déclarant que « [cela] peut être distrayant ».

### Œuvres

#### Édition japonaise
1. 1 2  (ja) « サマータイムレンダ 1 », sur Shūeisha (consulté le 1er juin 2022)
2. 1 2  (ja) « サマータイムレンダ 2 », sur Shūeisha (consulté le 1er juin 2022)
3. 1 2  (ja) « サマータイムレンダ 3 », sur Shūeisha (consulté le 1er juin 2022)
4. 1 2  (ja) « サマータイムレンダ 4 », sur Shūeisha (consulté le 1er juin 2022)
5. 1 2  (ja) « サマータイムレンダ 5 », sur Shūeisha (consulté le 1er juin 2022)
6. 1 2  (ja) « サマータイムレンダ 6 », sur Shūeisha (consulté le 1er juin 2022)
7. 1 2  (ja) « サマータイムレンダ 7 », sur Shūeisha (consulté le 1er juin 2022)
8. 1 2  (ja) « サマータイムレンダ 8 », sur Shūeisha (consulté le 1er juin 2022)
9. 1 2  (ja) « サマータイムレンダ 9 », sur Shūeisha (consulté le 1er juin 2022)
10. 1 2  (ja) « サマータイムレンダ 10 », sur Shūeisha (consulté le 1er juin 2022)
11. 1 2  (ja) « サマータイムレンダ 11 », sur Shūeisha (consulté le 1er juin 2022)
12. 1 2  (ja) « サマータイムレンダ 12 », sur Shūeisha (consulté le 1er juin 2022)
13. 1 2  (ja) « サマータイムレンダ 13 », sur Shūeisha (consulté le 1er juin 2022)

#### Édition française
1. 1 2 3  « Time shadows T13 », sur Kana (consulté le 3 juin 2022)
2. 1 2  « Time shadows T01 », sur Kana (consulté le 3 juin 2022)
3. 1 2  « Time shadows T02 », sur Kana (consulté le 3 juin 2022)
4. 1 2  « Time shadows T03 », sur Kana (consulté le 3 juin 2022)
5. 1 2  « Time shadows T04 », sur Kana (consulté le 3 juin 2022)
6. 1 2  « Time shadows T05 », sur Kana (consulté le 3 juin 2022)
7. 1 2  « Time shadows T06 », sur Kana (consulté le 3 juin 2022)
8. 1 2  « Time shadows T07 », sur Kana (consulté le 3 juin 2022)
9. 1 2  « Time shadows T08 », sur Kana (consulté le 3 juin 2022)
10. 1 2  « Time shadows T09 », sur Kana (consulté le 3 juin 2022)
11. 1 2  « Time shadows T10 », sur Kana (consulté le 3 juin 2022)
12. 1 2  « Time shadows T11 », sur Kana (consulté le 3 juin 2022)
13. 1 2  « Time shadows T12 », sur Kana (consulté le 3 juin 2022)